# Campeonato Mundial de Voleibol Masculino Sub-19 de 2019
O Campeonato Mundial de Voleibol Masculino Sub-19 de 2019 foi a 16ª edição da competição, disputada entre 20 seleções mundiais, no período de 21 a 30 de agosto, sendo realizada nas cidade tunisiana de Tunes.
A Seleção Italiana conquistou seu bicampeonato na categoria ao vencer a Seleção Russa, em terceiro lugar finalizou a Seleção Argentina ao derrotar a Seleção Egípcia.O ponteiro italiano Tommaso Rinaldi recebeu o prêmio de melhor ponteiro e de melhor jogador (MVP).

## Equipes qualificadas
| Torneio de qualificação              | Data                             | Sede                  | Vagas     | Qualificados         | Última participação |
| ------------------------------------ | -------------------------------- | --------------------- | --------- | -------------------- | ------------------- |
| País-sede                            | 28 de agosto de 2018             | Lausana               | 1         | Tunísia              | 2017                |
| Campeonato NORCECA de 2018           | 6 a 10 de junho de 2018          | San José (Costa Rica) | 2         | Cuba                 | 2017                |
| Campeonato NORCECA de 2018           | 6 a 10 de junho de 2018          | San José (Costa Rica) | 2         | Estados Unidos       | 2017                |
| Jogos Africanos da Juventude de 2018 | 19 a 24 de julho de 2018         | Argel                 | 2         | Nigéria              | Estreante           |
| Jogos Africanos da Juventude de 2018 | 19 a 24 de julho de 2018         | Argel                 | 2         | Egito                | 2017                |
| Campeonato Sul-Americano de 2018     | 24 a 28 de outubro de 2018       | Sopó                  | 3         | Brasil               | 2017                |
| Campeonato Sul-Americano de 2018     | 24 a 28 de outubro de 2018       | Sopó                  | 3         | Argentina            | 2017                |
| Campeonato Sul-Americano de 2018     | 24 a 28 de outubro de 2018       | Sopó                  | 3         | Colômbia             | Estreante           |
| Copa Pan-Americana de 2018           | 24 a 29 de abril de 2019         | Santo Domingo         | 2 NORCECA | México               | 2017                |
| Copa Pan-Americana de 2018           | 24 a 29 de abril de 2019         | Santo Domingo         | 2 NORCECA | República Dominicana | 1999                |
| Campeonato Asiático de 2018          | 29 de junho a 6 de julho de 2018 | Tabriz                | 4         | Japão                | 2017                |
| Campeonato Asiático de 2018          | 29 de junho a 6 de julho de 2018 | Tabriz                | 4         | Coreia do Sul        | 2017                |
| Campeonato Asiático de 2018          | 29 de junho a 6 de julho de 2018 | Tabriz                | 4         | Irã                  | 2017                |
| Campeonato Asiático de 2018          | 29 de junho a 6 de julho de 2018 | Tabriz                | 4         | Taipé Chinês         | 2015                |
| Campeonato Europeu de 2017           | 7 a 15 de abril de 2018          | Zlín e Púchov         | 6         | Alemanha             | 2015                |
| Campeonato Europeu de 2017           | 7 a 15 de abril de 2018          | Zlín e Púchov         | 6         | Chéquia              | 2015                |
| Campeonato Europeu de 2017           | 7 a 15 de abril de 2018          | Zlín e Púchov         | 6         | Itália               | 2015                |
| Campeonato Europeu de 2017           | 7 a 15 de abril de 2018          | Zlín e Púchov         | 6         | Rússia               | 2015                |
| Campeonato Europeu de 2017           | 7 a 15 de abril de 2018          | Zlín e Púchov         | 6         | Bielorrússia         | 1993                |
| Campeonato Europeu de 2017           | 7 a 15 de abril de 2018          | Zlín e Púchov         | 6         | Bulgária             | 2011                |
| Total                                |                                  |                       | 20        |                      |                     |

## Formato da disputa
As vinte seleções foram divididas proporcionalmente em Grupo A, B,C e D, em cada grupo as seleções se enfrentam entre si, as quatro melhores colocadas de cada grupo classificam para as oitavas de final e as quintas colocadas de cada grupo disputarão as classificações inferiores; as melhores equipes das oitavas de final classificarão para as quartas de final e desta fase os times com melhor desempenho classificarão para as semifinais, já os eliminados disputarão as posições inferiores;  e os melhores times dos jogos semifinais disputarão a grande final e os eliminados lutarão pelo bronze.
Em todo fase classificatória um placar de 3–0 ou 3–1 assegura três pontos na classificação para a equipe vencedora e nenhum para a perdedora. No caso de um placar de 3–2, o time vencedor soma dois pontos e o derrotado, um.

## Locais dos jogos
| Local 1.                |
| ----------------------- |
| Tunes, Tunísia          |
|                         |
| El Menzah Sports Palace |
| Capacidade: 5 500       |

| Local 2                  |
| ------------------------ |
| Rádes, Tunísia           |
|                          |
| Salle Omnisport de Radès |
| Capacidade: 17 000       |

## Fase classificatória
Classificação

## Grupo A
|     |              |     | Jogos | Jogos | Jogos | Resultados | Resultados | Resultados | Resultados | Resultados | Resultados | Sets | Sets | Sets  | Pontos | Pontos | Pontos |
| Pos | Equipe       | Pts | T     | V     | D     | 3–0        | 3–1        | 3–2        | 2–3        | 1–3        | 0–3        | V    | P    | R     | V      | P      | R      |
| --- | ------------ | --- | ----- | ----- | ----- | ---------- | ---------- | ---------- | ---------- | ---------- | ---------- | ---- | ---- | ----- | ------ | ------ | ------ |
| 1   | Brasil       | 10  | 4     | 3     | 1     | 2          | 1          | 0          | 1          | 0          | 0          | 11   | 4    | 2.750 | 363    | 314    | 1.156  |
| 2   | Cuba         | 8   | 4     | 3     | 1     | 1          | 1          | 1          | 0          | 1          | 0          | 10   | 6    | 1.667 | 373    | 348    | 1.072  |
| 3   | Bielorrússia | 6   | 4     | 2     | 2     | 0          | 1          | 1          | 1          | 1          | 0          | 9    | 9    | 1,000 | 390    | 373    | 1.046  |
| 4   | Taipé Chinês | 4   | 4     | 1     | 3     | 1          | 0          | 0          | 1          | 1          | 1          | 6    | 9    | 0.667 | 302    | 337    | 0.896  |
| 5   | Tunísia      | 2   | 4     | 1     | 3     | 0          | 0          | 1          | 0          | 0          | 3          | 3    | 11   | 0.273 | 286    | 342    | 0.836  |

Resultados
| Data   | Hora  |              | Placar |              | Set 1 | Set 2 | Set 3 | Set 4 | Set 5 | Total   | Relatório |
| ------ | ----- | ------------ | ------ | ------------ | ----- | ----- | ----- | ----- | ----- | ------- | --------- |
| 21 ago | 10:00 | Taipé Chinês | 2–3    | Bielorrússia | 15–25 | 25–22 | 16–25 | 25–13 | 5–15  | 86–100  | P2        |
| 21 ago | 22:00 | Cuba         | 3–0    | Tunísia      | 25–22 | 25–14 | 25–18 |       |       | 75–54   | P2        |
| 22 ago | 16:30 | Cuba         | 3–2    | Brasil       | 23–25 | 21–25 | 25–22 | 25–18 | 27–25 | 121–115 | P2        |
| 22 ago | 19:30 | Tunísia      | 3–2    | Bielorrússia | 25–22 | 15–25 | 25–23 | 26–28 | 15–12 | 106–110 | P2        |
| 23 ago | 10:00 | Taipé Chinês | 1–3    | Cuba         | 18–25 | 25–17 | 19–25 | 20–25 |       | 82–92   | P2        |
| 23 ago | 19:30 | Brasil       | 3–0    | Tunísia      | 27–25 | 25–17 | 25–14 |       |       | 77–56   | P2        |
| 24 ago | 13:00 | Bielorrússia | 1–3    | Brasil       | 16–25 | 25–19 | 25–27 | 17–25 |       | 83–96   | P2        |
| 24 ago | 19:30 | Tunísia      | 0–3    | Taipé Chinês | 25–27 | 26–28 | 19–25 |       |       | 70–80   | P2        |
| 25 ago | 10:00 | Bielorrússia | 3–1    | Cuba         | 25–21 | 25–23 | 22–25 | 25–16 |       | 97–85   | P2        |
| 25 ago | 19:30 | Brasil       | 3–0    | Taipé Chinês | 25–17 | 25–17 | 25–20 |       |       | 75–54   | P2        |

## Grupo B
|     |          |     | Jogos | Jogos | Jogos | Resultados | Resultados | Resultados | Resultados | Resultados | Resultados | Sets | Sets | Sets  | Pontos | Pontos | Pontos |
| Pos | Equipe   | Pts | T     | V     | D     | 3–0        | 3–1        | 3–2        | 2–3        | 1–3        | 0–3        | V    | P    | R     | V      | P      | R      |
| --- | -------- | --- | ----- | ----- | ----- | ---------- | ---------- | ---------- | ---------- | ---------- | ---------- | ---- | ---- | ----- | ------ | ------ | ------ |
| 1   | Itália   | 11  | 4     | 4     | 0     | 2          | 1          | 1          | 0          | 0          | 0          | 12   | 3    | 4,000 | 357    | 248    | 1.440  |
| 2   | Chéquia  | 9   | 4     | 3     | 1     | 3          | 0          | 0          | 0          | 0          | 1          | 9    | 3    | 3,000 | 264    | 232    | 1.138  |
| 3   | Irã      | 6   | 4     | 2     | 2     | 0          | 2          | 0          | 0          | 1          | 1          | 7    | 8    | 0.875 | 323    | 340    | 0.950  |
| 4   | Bulgária | 4   | 4     | 1     | 3     | 0          | 1          | 0          | 1          | 1          | 1          | 6    | 10   | 0.600 | 331    | 366    | 0.904  |
| 5   | Colômbia | 0   | 4     | 0     | 4     | 0          | 0          | 0          | 0          | 2          | 2          | 2    | 12   | 0.167 | 261    | 350    | 0.746  |

Resultados
| Data   | Hora  |          | Placar |          | Set 1 | Set 2 | Set 3 | Set 4 | Set 5 | Total  | Relatório |
| ------ | ----- | -------- | ------ | -------- | ----- | ----- | ----- | ----- | ----- | ------ | --------- |
| 21 ago | 13:00 | Bulgária | 2–3    | Itália   | 14–25 | 25–21 | 17–25 | 25–22 | 7–15  | 88–108 | P2        |
| 21 ago | 16:00 | Chéquia  | 3–0    | Colômbia | 25–13 | 25–16 | 25–17 |       |       | 75–46  | P2        |
| 22 ago | 10:00 | Itália   | 3–0    | Chéquia  | 25–14 | 25–12 | 25–13 |       |       | 75–39  | P2        |
| 22 ago | 13:00 | Irã      | 3–1    | Bulgária | 25–21 | 21–25 | 25–22 | 25–20 |       | 96–88  | P2        |
| 23 ago | 13:00 | Chéquia  | 3–0    | Irã      | 25–17 | 25–17 | 25–22 |       |       | 75–56  | P2        |
| 23 ago | 16:30 | Colômbia | 0–3    | Itália   | 18–25 | 19–25 | 13–25 |       |       | 50–75  | P2        |
| 24 ago | 10:00 | Irã      | 3–1    | Colômbia | 25–27 | 25–21 | 25–17 | 25–13 |       | 100–78 | P2        |
| 24 ago | 16:30 | Bulgária | 0–3    | Chéquia  | 22–25 | 11–25 | 22–25 |       |       | 55–75  | P2        |
| 25 ago | 13:00 | Colômbia | 1–3    | Bulgária | 16–25 | 21–25 | 26–24 | 24–26 |       | 87–100 | P2        |
| 25 ago | 16:30 | Itália   | 3–1    | Irã      | 25–16 | 25–18 | 24–26 | 25–11 |       | 99–71  | P2        |

## Grupo C
|     |           |     | Jogos | Jogos | Jogos | Resultados | Resultados | Resultados | Resultados | Resultados | Resultados | Sets | Sets | Sets  | Pontos | Pontos | Pontos |
| Pos | Equipe    | Pts | T     | V     | D     | 3–0        | 3–1        | 3–2        | 2–3        | 1–3        | 0–3        | V    | P    | R     | V      | P      | R      |
| --- | --------- | --- | ----- | ----- | ----- | ---------- | ---------- | ---------- | ---------- | ---------- | ---------- | ---- | ---- | ----- | ------ | ------ | ------ |
| 1   | Egito     | 10  | 4     | 4     | 0     | 1          | 1          | 2          | 0          | 0          | 0          | 12   | 5    | 2.400 | 373    | 349    | 1.069} |
| 2   | Japão     | 7   | 4     | 2     | 2     | 2          | 0          | 0          | 1          | 1          | 0          | 9    | 6    | 1.500 | 342    | 304    | 1.125  |
| 3   | Argentina | 6   | 4     | 2     | 2     | 0          | 2          | 0          | 0          | 2          | 0          | 8    | 8    | 1,000 | 349    | 366    | 0.954  |
| 4   | Alemanha  | 6   | 4     | 2     | 2     | 0          | 1          | 1          | 1          | 0          | 1          | 8    | 9    | 0.889 | 362    | 362    | 1,000  |
| 5   | México    | 1   | 4     | 0     | 4     | 0          | 0          | 0          | 1          | 1          | 2          | 3    | 12   | 0.250 | 299    | 344    | 0.869  |

Resultados
| Data   | Hora  |           | Placar |           | Set 1 | Set 2 | Set 3 | Set 4 | Set 5 | Total   | Relatório |
| ------ | ----- | --------- | ------ | --------- | ----- | ----- | ----- | ----- | ----- | ------- | --------- |
| 21 ago | 10:00 | México    | 1–3    | Argentina | 21–25 | 25–17 | 14–25 | 20–25 |       | 80–92   | P2        |
| 21 ago | 13:00 | Egito     | 3–2    | Alemanha  | 17–25 | 27–25 | 25–17 | 13–25 | 17–15 | 99–107  | P2        |
| 22 ago | 10:00 | Argentina | 1–3    | Egito     | 23–25 | 16–25 | 25–21 | 12–25 |       | 76–96   | P2        |
| 22 ago | 13:00 | Japão     | 3–0    | México    | 25–17 | 25–21 | 25–13 |       |       | 75–51   | P2        |
| 23 ago | 10:00 | Egito     | 3–2    | Japão     | 25–19 | 25–20 | 23–25 | 15–25 | 15–10 | 103–99  | P2        |
| 23 ago | 13:00 | Alemanha  | 3–1    | Argentina | 25–21 | 22–25 | 25–20 | 25–21 |       | 97–87   | P2        |
| 24 ago | 10:00 | Japão     | 3–0    | Alemanha  | 25–14 | 25–22 | 25–20 |       |       | 75–56   | P2        |
| 24 ago | 13:00 | México    | 0–3    | Egito     | 23–25 | 23–25 | 21–25 |       |       | 67–75   | P2        |
| 25 ago | 10:00 | Alemanha  | 3–2    | México    | 25–21 | 23–25 | 25–18 | 14–25 | 15–12 | 102–101 | P2        |
| 25 ago | 13:00 | Argentina | 3–1    | Japão     | 25–23 | 18–25 | 26–24 | 25–21 |       | 94–93   | P2        |

## Grupo D
|     |                      |     | Jogos | Jogos | Jogos | Resultados | Resultados | Resultados | Resultados | Resultados | Resultados | Sets | Sets | Sets   | Pontos | Pontos | Pontos |
| Pos | Equipe               | Pts | T     | V     | D     | 3–0        | 3–1        | 3–2        | 2–3        | 1–3        | 0–3        | V    | P    | R      | V      | P      | R      |
| --- | -------------------- | --- | ----- | ----- | ----- | ---------- | ---------- | ---------- | ---------- | ---------- | ---------- | ---- | ---- | ------ | ------ | ------ | ------ |
| 1   | Rússia               | 12  | 4     | 4     | 0     | 3          | 1          | 0          | 0          | 0          | 0          | 12   | 1    | 12,000 | 322    | 224    | 1.438  |
| 2   | Estados Unidos       | 6   | 4     | 2     | 2     | 2          | 0          | 0          | 0          | 1          | 1          | 7    | 6    | 1.167  | 285    | 300    | 0.950  |
| 2   | Coreia do Sul        | 6   | 4     | 2     | 2     | 1          | 1          | 0          | 0          | 1          | 1          | 7    | 7    | 1,000  | 332    | 310    | 1.071  |
| 4   | Nigéria              | 6   | 4     | 2     | 2     | 2          | 0          | 0          | 0          | 0          | 2          | 6    | 6    | 1,000  | 266    | 282    | 0.943  |
| 5   | República Dominicana | 0   | 4     | 0     | 4     | 0          | 0          | 0          | 0          | 0          | 4          | 0    | 12   | 0,000  | 222    | 311    | 0.714  |

Resultados
| Data   | Hora  |                      | Placar |                      | Set 1 | Set 2 | Set 3 | Set 4 | Set 5 | Total  | Relatório |
| ------ | ----- | -------------------- | ------ | -------------------- | ----- | ----- | ----- | ----- | ----- | ------ | --------- |
| 21 ago | 16:00 | República Dominicana | 0–3    | Estados Unidos       | 18–25 | 29–31 | 17–25 |       |       | 64–81  | P2        |
| 21 ago | 18:30 | Coreia do Sul        | 0–3    | Nigéria              | 20–25 | 26–28 | 24–26 |       |       | 70–79  | P2        |
| 22 ago | 16:30 | Estados Unidos       | 1–3    | Coreia do Sul        | 27–25 | 17–25 | 20–25 | 22–25 |       | 86–100 | P2        |
| 22 ago | 19:30 | Rússia               | 3–0    | República Dominicana | 25–17 | 25–14 | 25–17 |       |       | 75–48  | P2        |
| 23 ago | 16:30 | Coreia do Sul        | 1–3    | Rússia               | 25–22 | 21–25 | 18–25 | 23–25 |       | 87–97  | P2        |
| 23 ago | 19:30 | Nigéria              | 0–3    | Estados Unidos       | 22–25 | 19–25 | 20–25 |       |       | 61–75  | P2        |
| 24 ago | 16:30 | Rússia               | 3–0    | Nigéria              | 25–15 | 25–14 | 25–17 |       |       | 75–46  | P2        |
| 24 ago | 19:30 | República Dominicana | 0–3    | Coreia do Sul        | 17–25 | 16–25 | 15–25 |       |       | 48–75  | P2        |
| 25 ago | 16:30 | Nigéria              | 3–0    | República Dominicana | 25–17 | 30–28 | 25–17 |       |       | 80–62  | P2        |
| 25 ago | 19:30 | Estados Unidos       | 0–3    | Rússia               | 12–25 | 19–25 | 12–25 |       |       | 43–75  | P2        |

## Fase final

### Classificação do 17º ao 20º lugares
|     |                      |     | Jogos | Jogos | Jogos | Resultados | Resultados | Resultados | Resultados | Resultados | Resultados | Sets | Sets | Sets  | Pontos | Pontos | Pontos |
| Pos | Equipe               | Pts | T     | V     | D     | 3–0        | 3–1        | 3–2        | 2–3        | 1–3        | 0–3        | V    | P    | R     | V      | P      | R      |
| --- | -------------------- | --- | ----- | ----- | ----- | ---------- | ---------- | ---------- | ---------- | ---------- | ---------- | ---- | ---- | ----- | ------ | ------ | ------ |
| 17  | Tunísia              | 7   | 3     | 2     | 1     | 1          | 1          | 0          | 1          | 0          | 0          | 8    | 4    | 2,000 | 274    | 258    | 1.062  |
| 18  | México               | 5   | 3     | 2     | 1     | 0          | 0          | 2          | 1          | 0          | 0          | 8    | 7    | 1.143 | 299    | 306    | 0.977  |
| 19  | República Dominicana | 5   | 3     | 2     | 1     | 0          | 1          | 1          | 0          | 0          | 1          | 6    | 6    | 1,000 | 265    | 259    | 1.023  |
| 20  | Colômbia             | 1   | 3     | 0     | 3     | 0          | 0          | 0          | 1          | 2          | 0          | 4    | 9    | 0.444 | 271    | 286    | 0.948  |

Resultados
| Data   | Hora  |          | Placar |                      | Set 1 | Set 2 | Set 3 | Set 4 | Set 5 | Total  | Relatório |
| ------ | ----- | -------- | ------ | -------------------- | ----- | ----- | ----- | ----- | ----- | ------ | --------- |
| 27 ago | 22:00 | Tunísia  | 3–0    | República Dominicana | 27–25 | 25–21 | 26–24 |       |       | 78–70  | P2        |
| 27 ago | 22:20 | Colômbia | 2–3    | México               | 23–25 | 25–14 | 25–18 | 20–25 | 11–15 | 104–97 | P2        |
| 28 ago | 22:15 | Tunísia  | 3–1    | Colômbia             | 25–20 | 24–26 | 25–15 | 25–21 |       | 99–82  | P2        |
| 28 ago | 22:20 | México   | 2–3    | República Dominicana | 15–25 | 21–25 | 25–17 | 25–23 | 10–15 | 96–105 | P2        |
| 29 ago | 22:00 | Colômbia | 1–3    | República Dominicana | 13–25 | 20–25 | 25–11 | 27–29 |       | 85–90  | P2        |
| 29 ago | 22:08 | Tunísia  | 2–3    | México               | 25–21 | 25–20 | 14–25 | 23–25 | 10–15 | 97–106 | P2        |

### Oitavas de final
Resultados
| Data   | Hora  |                | Placar |               | Set 1 | Set 2 | Set 3 | Set 4 | Set 5 | Total   | Relatório |
| ------ | ----- | -------------- | ------ | ------------- | ----- | ----- | ----- | ----- | ----- | ------- | --------- |
| 27 ago | 10:00 | Itália         | 3–0    | Taipé Chinês  | 25–7  | 25–17 | 25–22 |       |       | 75–46   | P2        |
| 27 ago | 10:00 | Japão          | 3–1    | Coreia do Sul | 22–25 | 25–19 | 25–18 | 25–17 |       | 97–79   | P2        |
| 27 ago | 13:00 | Chéquia        | 0–3    | Bielorrússia  | 23–25 | 20–25 | 20–25 |       |       | 63–75   | P2        |
| 27 ago | 13:00 | Egito          | 3–0    | Nigéria       | 25–16 | 25–20 | 29–27 |       |       | 79–63   | P2        |
| 27 ago | 16:00 | Rússia         | 3–0    | Alemanha      | 25–11 | 25–20 | 25–20 |       |       | 75–51   | P2        |
| 27 ago | 16:00 | Cuba           | 0–3    | Irã           | 19–25 | 24–26 | 22–25 |       |       | 65–76   | P2        |
| 27 ago | 19:00 | Estados Unidos | 0–3    | Argentina     | 20–25 | 19–25 | 14–25 |       |       | 53–75   | P2        |
| 27 ago | 19:00 | Brasil         | 2–3    | Bulgária      | 23–25 | 26–24 | 25–19 | 21–25 | 6–15  | 101–108 | P2        |

### Classificação do 9º ao 16º lugares
Resultados
| Data   | Hora  |                | Placar |               | Set 1 | Set 2 | Set 3 | Set 4 | Set 5 | Total   | Relatório |
| ------ | ----- | -------------- | ------ | ------------- | ----- | ----- | ----- | ----- | ----- | ------- | --------- |
| 28 ago | 10:00 | Taipé Chinês   | 0–3    | Coreia do Sul | 24–26 | 21–25 | 21–25 |       |       | 66–76   | P2        |
| 28 ago | 13:00 | Chéquia        | 3–2    | Nigéria       | 25–19 | 16–25 | 25–16 | 22–25 | 15–10 | 103–95  | P2        |
| 28 ago | 16:00 | Alemanha       | 0–3    | Cuba          | 15–25 | 15–25 | 21–25 |       |       | 51–75   | P2        |
| 28 ago | 19:00 | Estados Unidos | 2–3    | Brasil        | 26–24 | 23–25 | 25–21 | 17–25 | 10–15 | 101–110 | P2        |

### Quartas de final
Resultados
| Data   | Hora  |              | Placar |          | Set 1 | Set 2 | Set 3 | Set 4 | Set 5 | Total   | Relatório |
| ------ | ----- | ------------ | ------ | -------- | ----- | ----- | ----- | ----- | ----- | ------- | --------- |
| 28 ago | 10:00 | Itália       | 3–0    | Japão    | 25–17 | 25–12 | 25–14 |       |       | 75–43   | P2        |
| 28 ago | 13:00 | Bielorrússia | 0–3    | Egito    | 21–25 | 18–25 | 18–25 |       |       | 57–75   | P2        |
| 28 ago | 16:00 | Rússia       | 3–1    | Irã      | 21–25 | 25–18 | 25–20 | 25–23 |       | 96–86   | P2        |
| 28 ago | 19:00 | Argentina    | 3–2    | Bulgária | 25–19 | 21–25 | 26–24 | 21–25 | 15–13 | 108–106 | P2        |

### Classificação do 13º ao 16º lugares
Resultados
| Data   | Hora  |              | Placar |                | Set 1 | Set 2 | Set 3 | Set 4 | Set 5 | Total | Relatório |
| ------ | ----- | ------------ | ------ | -------------- | ----- | ----- | ----- | ----- | ----- | ----- | --------- |
| 29 ago | 10:00 | Alemanha     | 3–1    | Estados Unidos | 25–19 | 19–25 | 25–19 | 25–14 |       | 94–77 | P2        |
| 29 ago | 13:00 | Taipé Chinês | 0–3    | Nigéria        | 22–25 | 21–25 | 21–25 |       |       | 64–75 | P2        |

### Classificação do 9º ao 12º lugares
Resultados
| Data   | Hora  |               | Placar |         | Set 1 | Set 2 | Set 3 | Set 4 | Set 5 | Total   | Relatório |
| ------ | ----- | ------------- | ------ | ------- | ----- | ----- | ----- | ----- | ----- | ------- | --------- |
| 29 ago | 16:00 | Cuba          | 0–3    | Brasil  | 24–26 | 19–25 | 20–25 |       |       | 63–76   | P2        |
| 29 ago | 19:00 | Coreia do Sul | 2–3    | Chéquia | 29–31 | 25–22 | 18–25 | 25–19 | 14–16 | 111–113 | P2        |

### Classificação do 5º ao 8º lugares
Resultados
| Data   | Hora  |       | Placar |              | Set 1 | Set 2 | Set 3 | Set 4 | Set 5 | Total  | Relatório |
| ------ | ----- | ----- | ------ | ------------ | ----- | ----- | ----- | ----- | ----- | ------ | --------- |
| 29 ago | 10:00 | Irã   | 3–0    | Bulgária     | 25–22 | 25–22 | 25–15 |       |       | 75–59  | P2        |
| 29 ago | 13:00 | Japão | 3–1    | Bielorrússia | 25–27 | 25–18 | 25–18 | 33–31 |       | 108–94 | P2        |

### Semifinais
Resultados
| Data   | Hora  |        | Placar |           | Set 1 | Set 2 | Set 3 | Set 4 | Set 5 | Total | Relatório |
| ------ | ----- | ------ | ------ | --------- | ----- | ----- | ----- | ----- | ----- | ----- | --------- |
| 29 ago | 16:00 | Rússia | 3–0    | Argentina | 25–21 | 25–18 | 27–25 |       |       | 77–64 | P2        |
| 29 ago | 19:00 | Itália | 3–0    | Egito     | 25–18 | 25–16 | 25–17 |       |       | 75–51 | P2        |

### Décimo quinto lugar
Resultado
| Data   | Hora  |                | Placar |              | Set 1 | Set 2 | Set 3 | Set 4 | Set 5 | Total | Relatório |
| ------ | ----- | -------------- | ------ | ------------ | ----- | ----- | ----- | ----- | ----- | ----- | --------- |
| 30 ago | 09:00 | Estados Unidos | 3–0    | Taipé Chinês | 25–20 | 25–21 | 25–15 |       |       | 75–56 | P2        |

### Décimo terceiro lugar
Resultado
| Data   | Hora  |          | Placar |         | Set 1 | Set 2 | Set 3 | Set 4 | Set 5 | Total | Relatório |
| ------ | ----- | -------- | ------ | ------- | ----- | ----- | ----- | ----- | ----- | ----- | --------- |
| 30 ago | 11:50 | Alemanha | 3–0    | Nigéria | 26–24 | 25–22 | 25–15 |       |       | 76–61 | P2        |

### Décimo primeiro lugar
Resultado
| Data   | Hora  |      | Placar |               | Set 1 | Set 2 | Set 3 | Set 4 | Set 5 | Total | Relatório |
| ------ | ----- | ---- | ------ | ------------- | ----- | ----- | ----- | ----- | ----- | ----- | --------- |
| 30 ago | 14:40 | Cuba | 1–3    | Coreia do Sul | 21–25 | 25–18 | 24–26 | 23–25 |       | 93–94 | P2        |

### Nono lugar
Resultado
| Data   | Hora  |        | Placar |         | Set 1 | Set 2 | Set 3 | Set 4 | Set 5 | Total | Relatório |
| ------ | ----- | ------ | ------ | ------- | ----- | ----- | ----- | ----- | ----- | ----- | --------- |
| 30 ago | 17:30 | Brasil | 3–0    | Chéquia | 25–13 | 25–21 | 25–19 |       |       | 75–53 | P2        |

### Sétimo lugar
Resultado
| Data   | Hora  |          | Placar |              | Set 1 | Set 2 | Set 3 | Set 4 | Set 5 | Total | Relatório |
| ------ | ----- | -------- | ------ | ------------ | ----- | ----- | ----- | ----- | ----- | ----- | --------- |
| 30 ago | 09:00 | Bulgária | 3–1    | Bielorrússia | 25–21 | 25–19 | 20–25 | 25–17 |       | 95–82 | P2        |

### Quinto lugar
Resultado
| Data   | Hora  |     | Placar |       | Set 1 | Set 2 | Set 3 | Set 4 | Set 5 | Total  | Relatório |
| ------ | ----- | --- | ------ | ----- | ----- | ----- | ----- | ----- | ----- | ------ | --------- |
| 30 ago | 11:50 | Irã | 3–1    | Japão | 28–26 | 23–25 | 25–16 | 25–23 |       | 101–90 | P2        |

### Terceiro lugar
Resultado
| Data   | Hora  |           | Placar |       | Set 1 | Set 2 | Set 3 | Set 4 | Set 5 | Total | Relatório |
| ------ | ----- | --------- | ------ | ----- | ----- | ----- | ----- | ----- | ----- | ----- | --------- |
| 30 ago | 14:40 | Argentina | 3–1    | Egito | 25–19 | 25–19 | 23–25 | 25–17 |       | 98–80 | P2        |

### Final
Resultado
| Data   | Hora  |        | Placar |        | Set 1 | Set 2 | Set 3 | Set 4 | Set 5 | Total | Relatório |
| ------ | ----- | ------ | ------ | ------ | ----- | ----- | ----- | ----- | ----- | ----- | --------- |
| 30 ago | 20:00 | Rússia | 1–3    | Itália | 24–26 | 25–21 | 19–25 | 18–25 |       | 86–97 | P2        |